# قاصدک (آلبوم)
قاصدک، نام آلبومی است با صدای محمدرضا شجریان و آهنگسازی و نوازندگی سنتور پرویز مشکاتیان، که در دستگاه راست پنجگاه و دستگاه ماهور اجرا شد.

این آلبوم در سال ۱۳۹۴ به صورت رسمی و با کیفیت مناسب در خارج از ایران ارائه شد که شامل دو اجرای پاریس و گوتنبرگ است. از اجرای گوتنبرگ نسخه‌ای تا پیش از این‌جایی موجود نبود. در این اثر که آخرین همکاری مشترک شجریان و مشکاتیان بود، همایون شجریان تمبک می‌زند.

## تاریخچه
پس از انتشار آلبوم «بیداد» و واکنش‌ها به آن، هنگام انتشار آلبوم قاصدک در اوایل دهه هفتاد، بخش ممیزی ارشاد با دست گذاشتن روی بیتی از شعر سعدی به انتشار آلبوم مجوز نداد. آن بیت، این بود: «جماعتی که نظر را حرام می‌گویند/ نظر حرام بکردند و خون خلق حلال» این آلبوم البته به صورت زیرزمینی در سطحی وسیع توزیع شد.
این آلبوم در سال ۱۳۷۴ توسط مشکاتیان به همراه شجریان و همایون شجریان در کنسرت‌هایی با عنوان قاصدک در نقاط مختلف دنیا اجرا شد، ولی هنوز در ایران منتشر نشده است. از سویی به طور غیررسمی گفته می‌شد سخت‌گیری‌های دولت وقت (هاشمی رفسنجانی) مانع انتشار آلبوم شده‌است به رغم تلاش فراوان برای دریافت مجوز از ارشاد در دوره ریاست جمهوری محمد خاتمی، امکان پخش رسمی آن باز هم فراهم نشد. پس از این نیز، شجریان یکی از علت‌ها را تنش‌ها و اختلافاتش با مشکاتیان عنوان کرده بود. چنانکه پس از این آلبوم دیگر همکاری مشترکی از این دو هنرمند دیده نشد. دو سال بعد، شجریان یکی از آوازهای را در کنسرتی در امارات در دستگاه سه‌گاه خواند و البته این بار در قالب آلبوم رسوای دل منتشر شد. این آلبوم نهایتا در سال ۹۴ در خارج از کشور منتشر شد.

## ترانه‌ها

### جزای آنکه نگفتیم شکر روز وصال
آواز ماهور، شعر از سعدی.

(راست)

جزای آن‍که نگف‍تی‍م؛ شکر روز وصال
شب فراق نخف‍تیم لاجرم ز خیال

(درآمد ماهور)

جزای آنکه نگف‍تی‍م شکر روز وصال
شب فراق نخف‍تیم لاجرم ز خیال
شب فراق نخف‍تی‍م لاجرم ز خیال

(گشایش)

دگر به گوش فراموش عهد سنگین دل
پیام ما که رسان‍د؛ مگ‍ر نسی‍م شمال
پیام ما که رساند مگر نسیم شمال

(داد)

غزال اگ‍ر به کمند اوفت‍د عجب، ن‍ب‍ود

غزال اگ‍ر به کمند اوفتد عجب ن‍ب‍ود
عج‍ب فتادن مردست در کم‍ند غزال
عجب فتادن مردست، در کمند غزال

(خاوران)

جماعتی که نظر را حرام میگوی‍ند
نظر حرام بکردن‍د و؛ نظر حرام بکردن‍د و خون خلق، حلال
نظر حرام بکردند و خون خلق حلال

(دلکش)

تو بر کنار فراتی، ندانی، این مع‍نی

تو بر، کنار فراتی، ندانی این معنی
به راه بادیه دان‍ند؛ قدر آب زلال

(قرچه)

به خاک پای تو، دان‍م؛ که تا سرم ن‍رود
ز سر، به در، ن‍رود؛ همچنان امید وصال

(داد فرود)

حدیث ع‍شق چه حاجت، که بر زبان آری
به آب دیده خونین نبشته، صورت حال
به آب دیده خونی‍ن، نبشته، صورت حال

(فرود)

به ناله کار میسر نمی‌شود، سعدی
ولی‍ک، ناله بیچارگان خوش‍ست بنال

به ناله کار، میسر نمی‌شود، سعدی
ولیک، نالهٔ بیچارگان؛ خوش‍ست، بنال